# Nekselø Kirke
Nekselø Kirke er en kirke på den 2,2 kilometer lange ø Nekselø. Nekselø kirke er bygget i 1931, og ved dens 80 års jubilæum i 2011 deltog dronning Margrethe i festgudstjenesten. Kirken er tegnet af arkitekten Aage Herløw. Indtil kirken blev bygget, måtte man rejse til Føllenslev Kirke for at komme til gudstjeneste, og øboerne blev også begravet på Sjælland.
Kirke er en enkelt, rektagulær bygning med en lille kortilføjelse mod øst og et portalfremspring med en klokkekvist mod vest. Kirken er opført af cementsten og gule teglsten, men hvidmalet og med røde tagsten. Vinduerne er firkantede.
Med et areal på blot ca. 90 kvadratmeter er det en af Danmarks mindste sognekirker. Så vidt vides, er kun Venø Kirke en anelse mindre.